# Miragarzón
Miragarzón es una localidad peruana ubicada en el distrito de La Unión, perteneciente a la provincia y departamento de Piura, al norte del Perú. 

## Ubicación
Miragarzón se ubica al oeste de la provincia de Piura, en el distrito de La Unión, en el departamento de Piura.

## Demografía
En 2017 Miragarzón tenía una población de 9 habitantes.